# مک‌کامبر (مینه‌سوتا)
مک‌کامبر (به انگلیسی: McComber) یک منطقهٔ مسکونی در ایالات متحده آمریکا است که در شهرستان سنت لوئیس، مینه‌سوتا واقع شده‌است. مک‌کامبر ۳۰ نفر جمعیت دارد و ۴۴۸٫۰۶ متر بالاتر از سطح دریا واقع شده‌است.